# Plan Integrado de Gestión de Residuos de Navarra
Actualmentee se encuentra en fase de participación con un borrador el Plan Integrado de Gestión de Residuos de Navarra 2025 habiéndose iniciado el proceso de participación abierto a toda la ciudadanía mediante un despliegue a cinco niveles (institucional, Entidades locales, grupo de trabajo y participación, sectores temáticos interesados y ciudadanía en general), de acuerdo con lo establecido en la Ley 27/2006, de acceso a la información, de participación pública y de acceso a la justicia en materia de medio ambiente. Incluye el Plan de Gestión de residuos y el Programa de Prevención de residuos, de acuerdo con lo establecido en la Ley 22/2011 de residuos y suelos contaminados. Toda la información en Gobierno de Navarra
Con este plan se pretende convertir a Navarra en una sociedad eficiente en el uso de los recursos y en la que los residuos sean concebidos como recursos de utilidad. Para ello, incide en la prevención como seña de identidad de nuestra comunidad, el liderazgo de la gestión pública y la capacidad para la generación de empleo verde de calidad.
El borrador de Plan de Gestión de Residuos es el documento para la participación, respetuoso con la legislación europea y española. Se ha inspirado en los principios de la economía circular y en las necesidades de las personas. El plan se va a someter a debate a la sociedad navarra. Todas las partes interesadas tengan la oportunidad de participar en la elaboración de los instrumentos de ordenación en materia de residuos.
Anteriormente, en diciembre de 2010 el Gobierno de Navarra aprobó el Plan Integrado de Gestión de Residuos de Navarra (PIGRN) 2010-2020. Este era el segundo plan sobre residuos aprobado en Navarra que consituía el instrumento de planificación estratégica para la gestión de los residuos. El plan definía los criterios y estrategias de actuación de las administraciones y los sectores económicos en la gestión de los residuos urbanos, industriales y agrícolas. Se adaptaba además a la Directiva Marco de Residuos 2008/98/CE de la Unión Europea, y al Plan Nacional Integrado de Residuos 2008-2015 de España.

## Descripción del plan de residuos
El anterior Plan de Gestión de Residuos de Navarra se estructura en once subprogramas, para cada uno de los cuales se han fijado objetivos y se han estudiado alternativas de gestión. Los subprogramas en los que incide el plan son:
- Residuos urbanos.
- Residuos peligrosos.
- Vehículos fuera de uso.
- Neumáticos fuera de uso.
- Pilas y acumuladores.
- Residuos de aparatos eléctricos y electrónicos.
- PCB, PCT y aparatos que los contengan.
- Residuos de construcción y demolición.
- Lodos de depuradoras de aguas residuales urbanas y asimilables.
- Residuos de plásticos de uso agrario.
- Residuos industriales no peligrosos.[1]

Entre los objetivos más importantes del plan se pueden citar:
- La reducción de los residuos urbanos en un 10%, con el objetivo de pasar de las 290.000 toneladas en 2010 a las 264.960 en 2020.

- La implantación de la recogida selectiva de residuos orgánicos en toda la Comunidad, con el objetivo de recoger el 50 por ciento de éstos (56.000 toneladas) en 2020. El documento no establece un modelo para lograrlo, cada mancomunidad podrá desarrollar el modelo que considere más adecuado.

- Alcanzar el nivel de los países europeos más avanzados en el reciclaje de residuos urbanos: un 52 % de recuperación de materiales para 2020, frente a un 32 % actual.

- Para la fracción resto de los residuos, aquella que no puede ser reciclada, el documento establece su incineración como mejor opción. Para ello, se propone construir una incineradora con una capacidad 128.000 toneladas de residuos urbanos al año. De este modo, el objetivo es valorizar la mayor parte de la fracción resto, para que sólo el 5% de los residuos vayan al vertedero.[2]

El actual PIGRN 2025 en borrador, establece, entre otros, unos objetivos concretos para 2025: reducir un 10% los residuos domésticos con respecto a 2010, atender a toda la población navarra con sistemas de recogida de biorresiduos (residuos orgánicos biodegradables), proponiendo un 70% de reciclado de los mismos y tratar el 100% de los residuos en una década. Además, aspira a un 90% de reciclaje de envases y elevar a un 70% el aprovechamiento de los residuos de construcción y demolición.

## Opiniones contrarias al plan
La principal queja de grupos ecologistas ante el Plan de residuos estriba en su apuesta por la incineración de residuos. Se le achaca que la construcción de una planta incineradora con capacidad de 128.000 toneladas/año supone quemar el 48% de los residuos sólidos urbanos generados en Navarra. Esto supondría, dicen, una hipoteca para las políticas de gestión de residuos de la Comunidad, ya que necesitaría ser alimentada constantemente con residuos para hacerla rentable. De este modo, el Plan acabaría con la trayectoria de más de 30 años a favor de la recogida selectiva de Navarra, y cerraría la puerta a conseguir una recogida selectiva integral, y al compostaje de la materia orgánica.
Estos argumentos llevaron a que, en abril de 2011, la Mancomunidad de Sakana y la Fundación Sustrai Erakuntza presentaran ante el Tribunal Superior de Justicia de Navarra un recurso al Plan de Residuos. Este tribunal, en sentencia emitida en enero de 2013, estimó en lo sustancial el recurso, por lo que dejó sin efecto el Plan. La sentencia entraba en el controvertido asunto de la incineradora de residuos, al establecer que los planes autonómicos de residuos deben contener determinaciones relativas a los lugares e instalaciones apropiados para la eliminación de los residuos, sin que en modo alguno pueda quedar la ubicación de esas instalaciones a expensas de la iniciativa privada. La sentencia fue recurrida por el Gobierno de Navarra.
Pero, finalmente, el recurso del Gobierno de Navarra fue desestimado por el Tribunal Supremo, dando por buenos los argumentos que el anterior tribunal alegaba para anular el Plan. De este modo, la anulación del PIGRN 2010-2020 es definitiva desde la fecha de esta sentencia, de enero de 2015.

## Abandono de la incineradora prevista en el plan
Paralelamente a lo anterior, en marzo de 2012 el Gobierno de Navarra, a través del entonces Consejero de Administración Local, Roberto Jiménez (PSN-PSOE), decide paralizar los planes para la construcción de la nueva incineradora de residuos urbanos. El consejero afirmó que se barajaban otras opciones "más económicas, menos contaminantes y con menor rechazo social" para lograr los objetivos que marca la Unión Europea. Sin embargo, en ningún momento el Gobierno de Navarra ha indicado cuales son estas opciones, ni tampoco se ha planteado la necesidad de volver a analizar el Plan de residuos.
Este hecho ha llevado a grupos sociales y políticos, así como medios de información, a especular con la posibilidad de que el destino final de los residuos sea su incineración en la empresa Cementos Portland Valderrivas de Olazagutía. Esta opción también ha originado oposición entre grupos ecologistas y de entidades locales situadas en los alrededores a la factoría.